# كليمنت روسو
كليمنت روسو (بالفرنسية: Clément Russo)‏ هو دراج فرنسي، ولد في 20 يناير 1995 في ليون في فرنسا.

## وصلات خارجية
- كليمنت روسو على موقع الاتحاد الدولي للدراجات (الإنجليزية)
- كليمنت روسو على موقع أرشيف الدراجات (الإنجليزية)
- كليمنت روسو على موقع إحصائيات الدراجات الإحترافية (الإنجليزية)
- كليمنت روسو على موقع نسبة الدراجات (الإنجليزية)